# Enok Hedberg
Enok Hedberg, född 19 september 1871 i Bellö, död 17 april 1947 i Lund, var en svensk missionär, författare och bibelöversättare.

## Barndom och uppväxt
Hedberg växte upp i Bellö socken, belägen på småländska höglandet strax öster om Eksjö. Han var näst äldst av sju överlevande syskon och växte upp under mycket enkla förhållanden, vilket framgår av hans omfattande men opublicerade barndomsskildring En torparsons minnen. Hedbergs far hade vuxit upp i en familj som levde ”på socknen” och hans farmor var dotter till en avrättad hustrumördare, en av de sista i Sverige som steglades till allmän beskådan.
Som barn fick Hedberg flytta mellan enkla boställen i trakterna kring Ingatorp och Bruzaholm. Denna uppväxt kom att prägla Hedberg, vars skrifter vittnar om både klassmedvetenhet och medkänsla med samhällets svaga.
Men familjelivet påverkades också av den nyevangeliska väckelsen. Fyra av de sju syskonen blev antingen präster eller missionärer. Utbildningsmöjligheterna för torparbarn var begränsade, men Hedberg och flera av hans syskon lyckades med hjälp av penninglån ta sig till Evangeliska Fosterlands-Stiftelsens missionsskola Johannelund, där de fick sin utbildning. I sin skrift Lantarbetaren förr, nu och framdeles. Ett ord till svenska lantmän (1919), talar Hedberg om religionen som ”en mäktig hävstång i arbetet för de fattigas och förtrycktas lyftning”.

## Missionär i Evangeliska Fosterlands-Stiftelsen
Våren 1900 utsändes Hedberg som missionär och reste till brittiska Indiens Central Provinces (idag delstaten Madhya Pradesh), där hans äldre syster Hanna redan verkade. 1907 fick han uppdraget att grunda en ny missionsstation i Harrai, strax norr om centralorten Chhindwara. Projektet slutade dock olyckligt; Hedberg förlorade både sin hustru Emma (f. Malmros) och två barn till malarian och återvände hem 1909.

## Striden om bibelkritiken
Under vistelsen i Sverige blev Hedberg involverad i den inom EFS livliga striden om bibelkritiken. Han tog parti för teologen Adolf Kolmodin, föreståndaren på Johannelund, i dennes konflikt med utbrytargruppen Bibeltrogna vänner, ledd av predikanten Axel B. Svensson. Liksom Kolmodin varnade Hedberg för att sätta likhetstecken mellan Guds ord och allt som stod i Gamla Testamentet. De stödde sig då på Jesus djupgående kritik av den mosaiska lagstiftningen. Trots Kolmodins försiktighet – han var i själva verket kritisk mot en stor del av den moderna bibelvetenskapen eller bibelkritiken – uppfattades detta ställningstagande av Svensson och hans åsiktsfränder som ett angrepp mot den kristna tron.
För att förhindra en splittring av stiftelsen försökte styrelsen få Hedberg att ta avstånd från sina bibelkritiska uttalanden, med förhoppningen att detta skulle neutralisera Svenssoniternas uppror. Hedberg vägrade dock att göra detta; istället gav han ut försvarsskriften Renlärighetsmål. Inför Evangeliska Fosterlands-Stiftelsens styrelse (1911) där han fördömde både styrelsen och Bibeltrogna vänner. Han lämnade också in en begäran om avsked ur stiftelsens tjänst.

## Missionär i Svenska Alliansmissionen
Åter i Indien, nu med sin nya hustru Helene (f. Tapper), gjorde Hedberg ett misslyckat försök att bli frimissionär i Bundelkhand (strax norr om Harrai), innan han tackade ja till anbudet att istället verka på Alliansmissionens fält i West Khandesh, de norra delarna av den nuvarande delstaten Maharashtra. Under sin tid som missionär inom Alliansmissionen blev Enok Hedberg en av de mest drivande och namnkunniga missionärerna. Han köpte stora landområden för missionens räkning och lät uppföra ett flertal byggnader – boningshus, skolor och sjukstugor men också en ”domkyrka” åt missionen med plats för 1000 besökare. Att missionärernas arbete inte bara handlade om att omvända indierna till kristendomen visar Hedbergs många praktiska uppdrag från den brittiska regeringen; exempelvis ledde han en framgångsrik anti-malariakampanj.
Det var också i Khandesh, och särskilt på de egna missionsstationerna i Dhanora och Dhule, som Hedberg kom att utveckla sitt författarskap. Redan tidigare hade han varit verksam som översättare (bland annat av ett avsnitt ur det indiska eposet Ramayana som publicerades i Nathan Söderbloms Främmande religionsurkunder) och som författare till skildringar av missionslivet, såsom i Bilder från Harai. En missionsanstalt i gondernas land (1910) och Helg och söcken. Bilder och skisser från Evangeliska Fosterlands-Stiftelsens missionsfält i Indien (1911). Nu gick han vidare till större projekt, såväl språkvetenskapliga som teologiska, bland vilka särskilt bör nämnas hans bibelöversättningar, en fullständig till dehvalidialekten av stamspråket bhili, och en av Nya Testamentet till valvivarianten av samma språk. Bhilidialekterna saknade ännu skriftspråk, varför Hedberg fick skapa ett sådant med utgångspunkt i sanskrit. Han skrev också teologiska verk på marathi och hindi. För sina insatser som språkman utnämndes Hedberg till hedersdoktor vid Iowa State University och British and Foreign Bible Society.
Vistelsen i Indien varade till 1935. Därefter var Hedberg en tid verksam som präst i Tullinge och senare som pensionär bosatt i Lund.

## Släktförhållanden
Hedberg var far till Johannes Hedberg, docent och lektor i engelska, och Lydia-Hedberg-Schlaug, fil.dr och lektor i tyska.

## Fotnoter
1. ↑  Mari Ermeland (1 november 2024). ”Dödsplatsen - där isar sig blodet i ådrorna”. Smålands-Tidningen.
2. ↑  Hedberg, Enok (1919). Lantarbetaren förr, nu och framdeles. Ett ord till svenska lantmän. sid. 72
3. ↑  Hedberg, Enok (1910). Bilder från Harai. En missionsanstalt i gondernas land
4. ↑  Svensson, Axel B. (1912). Evangeliska fosterlands-stiftelsen, den moderna teologien och Bibeltrogna vänner. sid. 71–75
5. ↑  Hedberg, Enok (1911). Renlärighetsmål inför Evangeliska fosterlandsstiftelsens styrelse
6. ↑  ”Enok Hedberg”. Svenska dagbladet. 20 april 1947.